# موهان خان
موهان خان (بالبنغالية: মোহন খান)‏ هو منافس ألعاب قوى بنغلاديشي، ولد في 6 سبتمبر 1991.

## وصلات خارجية
- موهان خان على موقع الاتحاد الدولي لألعاب القوى (الإنجليزية)
- موهان خان على موقع أوليمبيديا (الإنجليزية)